# Bulbostylis renschii
Bulbostylis renschii är en halvgräsart som först beskrevs av Johann Otto Boeckeler, och fick sitt nu gällande namn av Charles Baron Clarke. Bulbostylis renschii ingår i släktet Bulbostylis och familjen halvgräs.
Artens utbredningsområde är Madagaskar. Inga underarter finns listade i Catalogue of Life.